# Angel Band
| Recensione                        | Giudizio        |
| --------------------------------- | --------------- |
| AllMusic                          | [ 1 ]           |
| The New Rolling Stone Album Guide | [ 2 ]           |
| Sputnikmusic                      | 4.0 (Excellent) |
| Dizionario del Pop-Rock           | [ 4 ]           |
| 24.000 dischi                     | [ 5 ]           |

Angel Band è un album discografico in studio della cantante statunitense Emmylou Harris, pubblicato dalla casa discografica Warner Bros. Records nel luglio del 1987.

## Tracce
Lato A
1. Where Could I Go But to the Lord – 3:31 (J.B. Coats)
2. Angel Band – 3:03 (Tradizionale; arrangiamento di Emmylou Harris)
3. If I Be Lifted Up – 2:44 (Tradizionale; arrangiamento di Emmylou Harris)
4. Precious Memories – 4:30 (Tradizionale; arrangiamento di Emmylou Harris)
5. Bright Morning Stars – 2:33 (Pubblico dominio; arrangiamento di Emmylou Harris)
6. When He Calls – 2:42 (Paul Kennerley)

Lato B
1. We Shall Rise – 2:12 (Tradizionale; arrangiamento di Emmylou Harris)
2. Drifting Too Far – 4:47 (Tradizionale; arrangiamento di Emmylou Harris)
3. Who Will Sing for Me? – 2:32 (Ralph Stanley, Carter Stanley)
4. Someday My Ship Will Sail – 2:26 (Allen Reynolds)
5. The Other Side of Life – 2:33 (Alan O' Bryant)
6. When They Ring Those Golden Bells – 3:13 (Tradizionale; arrangiamento di Emory Gordy e Patty Loveless)

## Musicisti
- Emmylou Harris - voce solista, chitarra acustica
- Vince Gill - voce tenore, chitarra acustica, mandolino
- Carl Jackson - voce baritono, chitarra acustica solista
- Emory Gordy - voce basso, chitarra basso Ernie Ball
- Emory Gordy - chitarra acustica (brano: We Shall Rise)
- Mike Aldridge - dobro
- Jerry Douglas - dobro
- Mark O'Connor - fiddle, viola, mandola

Note aggiuntive
- Emory Gordy e Emmylou Harris - produttori
- Tutti i brani (eccetto: We Shall Rise, Someday My Ship Will Sail e When They Ring Those Golden Bells) registrati al The Barn di Brentwood, Tennessee (Stati Uniti)
- Donivan Cowart - ingegnere delle registrazioni
- Brani: We Shall Rise, Someday My Ship Will Sail e When They Ring Those Golden Bells, registrati al The Music Mill di Nashville, Tennessee (Stati Uniti)
- Joe Scaif, Paul Goldberg e Jim Cotton - ingegneri delle registrazioni (al The Music Mill)
- Jerry Douglas e Mark O'Connor, registrarono in sovraincisione al The Music Mill di Nashville, Tennessee
- Mike Aldridge, registrò in sovraincisione al The Castle Recording Studio di Franklin, Tennessee
- Mixato al The Castle Recording Studio da Steve Tillisch assistito da Keith Odle
- Thomas Ryan - design album
- McGuire - fotografia
- David Wariner - hand lettering[8]

## Classifica
Album
| Anno | Classifica         | Posizione raggiunta |
| ---- | ------------------ | ------------------- |
| 1987 | Top Country Albums | 23                  |

Singoli
| Anno | Titolo del brano          | Classifica        | Posizione raggiunta |
| ---- | ------------------------- | ----------------- | ------------------- |
| 1987 | Someday My Ship Will Sail | Hot Country Songs | 60                  |